# Stictoptera parva
Stictoptera parva là một loài bướm đêm trong họ Noctuidae.